# Kolegium jezuitów w Głogowie

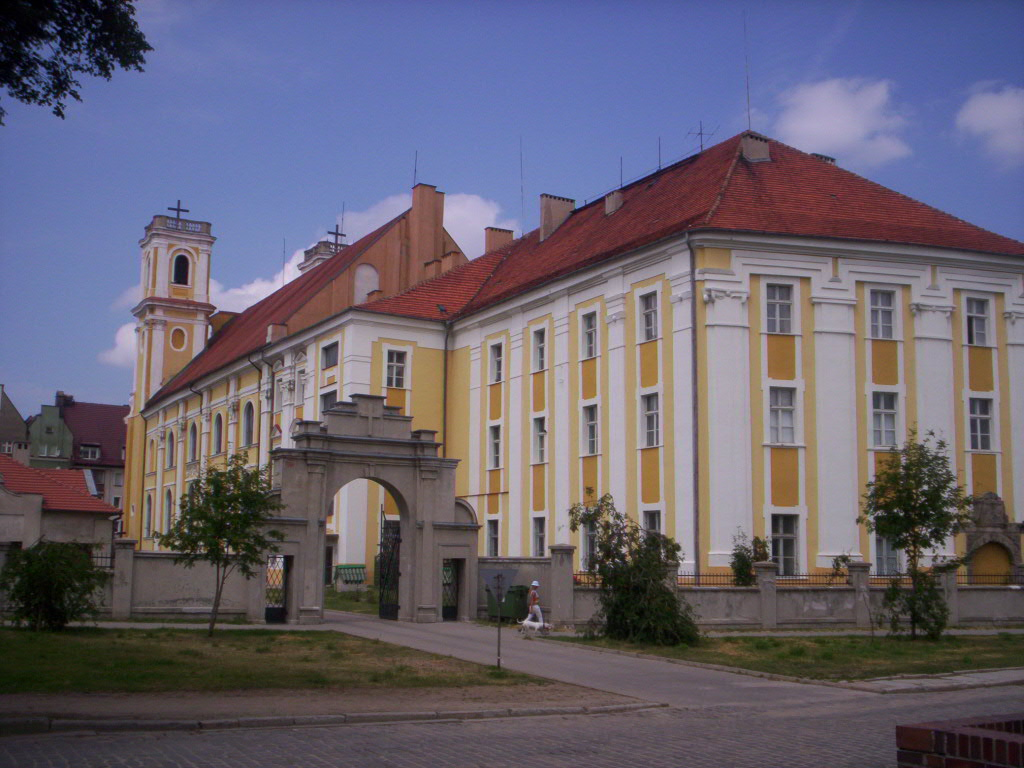
Zachowane skrzydło kolegium jezuickiego w Głogowie

Kolegium jezuitów w Głogowie – kolegium prowadzone przez zakon jezuitów sprowadzonych do Głogowa w czasie wojny trzydziestoletniej przez hrabiego Georga Oppersdorfa.
Jezuici rezydowali w Głogowie od 1625, należąc do Prowincji Czeskiej zakonu (od 1754 do Prowincji Śląskiej). Do 1651 placówka miała status rezydencji, w 1651 uzyskała status kolegium. Kolegium istniało do 1776, tj. do kasaty Towarzystwa.
Około 1626 roku powstało gimnazjum liczące ok. 200 uczniów. W 1629 założono fundację konwiktu, a w 1662 lub 1679 powstał konwikt (utrzymujący przeciętnie 25 konwiktorów). W czasie wojen szwedzkich schroniło się w placówce jezuickiej kilku jezuitów polskich, m.in. Teofil Rutka, profesor retoryki w 1656 i Jerzy Lilienthal, profesor gramatyki w 1657.
Po wykupieniu terenu (prawdopodobnie z ruinami dawnego zamku książąt głogowskich z 1406 roku) i zebraniu wystarczających datków powstał kościół (pod wezwaniem Bożego Ciała) i budynek kolegium, zaprojektowane przez Giulia Simonettiego. Budynek był kilkakrotnie niszczony przez pożary (1715 i 1758) i odbudowywany. Po zniszczeniach II wojny światowej północne skrzydło kolegium zostało w latach 1966–1985 odbudowane i odrestaurowane.